# Tenkawa
Tenkawa (天川村, Tenkawa-mura) est un village situé dans le district de Yoshino de la préfecture de Nara, au Japon. Connu dans la région pour ses nombreux ryokan et onsen, il attire aussi de nombreux pèlerins venus faire l'ascension du mont Ōmine.

## Géographie

### Situation
Tenkawa est situé sur l'île de Honshū, au Japon, dans le centre de la préfecture de Nara, environ 60 km au sud-est d'Osaka. Les monts Hakkyō et Ōmine, d'une grande importance dans le shugendō, se trouvent à proximité du village.

### Démographie
En avril 2017, la population de Tenkawa s'élevait à 1 472 habitants répartis sur une superficie de 175,66 km2 (densité de population de 8 hab./km2),.

### Topographie
Au cœur des monts Ōmine, Tenkawa est parfois surnommé « le toit du Kinki » car il abrite le mont Hakkyō, la plus haute montagne de cette région (1 915 m). Du fait d'une altitude assez élevée, le bourg de Dorogawa, le plus haut du village, est situé à 900 m d'altitude.

### Hydrographie
Le village de Tenkawa est traversé par la rivière Tenno.

### Climat
Situé au cœur d'un vaste massif montagneux, Tenkawa connaît des températures hivernales qui peuvent être très basses. En été, de nombreux touristes arrivent d'Osaka pour profiter de la douceur du climat.

## Économie
L'industrie du bois était autrefois prospère grâce à l'abondance de cèdres du Japon sur le territoire du village. Cependant, avec le déclin de cette industrie, de nombreux travailleurs ont quitté le village, provoquant un vieillissement de la population. Dans une moindre mesure, l'agriculture est aussi un pan important de l'économie locale. Au tournant des années 2010, le tourisme a permis au village de relancer son économie.

## Tourisme
Au VIIIe siècle, l'ascète bouddhiste En no Gyōja fonde le monastère du mont Ōmine et la secte Shugendō. Depuis lors, des croyants venus de tout le Japon s'y rendent en pèlerinage.
Le sanctuaire Tenkawa Daibenzaitensha est connu des artistes et célébrités du monde du spectacle qui viennent y prier Ichikishimahime, la déesse des arts.
Tenkawa possède un certain nombre de spécialités notamment culinaires :
- poissons grillés : pêchés dans la rivière Tenno, salés et proposés en brochettes grillées aux touristes ;
- miel : récolté dans les montagnes environnantes par les apiculteurs locaux ;
- gibiers : la viande des cerfs et sangliers chassés par les quelques chasseurs restant du village est proposée en grillades, en friture ou en fondue japonaise par les restaurants des ryokan du village ainsi que lors des festivals saisonniers ;
- le daranisuke : produit de la médecine traditionnelle japonaise à base de liège de Phellodendron amurense, efficace contre la constipation et les maux de ventre.